# Głębocz
Głębocz – część wsi Gołkowice w Polsce, położona w województwie śląskim, w powiecie wodzisławskim, w gminie Godów. 
W latach 1975–1998 Głębocz położona była w województwie katowickim.